# بارك سن-جونغ
بارك سن-جونغ (هانغل: 박선용) هو لاعب كرة قدم كوري جنوبي في مركز الوسط، ولد في 12 مارس 1989 في كوريا الجنوبية. لعب مع بوهانغ ستيلرز.

## وصلات خارجية
- بارك سن-جونغ على موقع دوري كوريا الجنوبية (الإنجليزية)
- بارك سن-جونغ على موقع قاعدة بيانات كرة القدم.إي يو (الإنجليزية)
- بارك سن-جونغ على موقع Soccerway.com (الإنجليزية)